# مستقيماوات القرن
مستقيماوات القرن (الاسم العلمي: Orthoceratoidea)، طويئفة منقرضة من الرخويات، وهي طويئفة رئيسية رأسيات القدم.